# Sint-Gillis-Waas
Sint-Gillis-Waas es un municipio belga de la provincia de Flandes Oriental situado en la Región Flamenca.

## Demografía

### Evolución
Todos los datos históricos relativos al actual municipio, el siguiente gráfico refleja su evolución demográfica, incluyendo municipios después de efectuada la fusión el 1 de enero de 1977.
| Gráfica de evolución demográfica de Sint-Gillis-Waas entre 1846 y 2019 |
|                                                                        |

## Personajes ilustres
- Gustaaf Deloor (1913-2002), ciclista ganador de 2 ediciones de la Vuelta a España (1935, la primera edición de la carrera, y 1936).
- Tom Steels (1971), ciclista.
- Marianne Thyssen, eurodiputada del CD&V.

## Municipios hermanados
- Portugal: Águeda